# David Pham
David Pham (Zuid-Vietnam, 10 februari 1967) is een van Vietnamees tot Amerikaan genaturaliseerde professionele pokerspeler. Hij won onder meer het $2.000 S.H.O.E.-toernooi van de World Series of Poker 2001 en het $2.000 No Limit Hold'em Shootout-toernooi van de World Series of Poker 2006. Pham werd in zowel 2000 als 2007 Player of the Year in het klassement van het tijdschrift CardPlayer. Daarmee was hij na zijn oom Men Nguyen en T.J. Cloutier de derde speler ooit die deze titels meermaals won.
Pham won tot en met juni 2015 meer dan $8.850.000,- in pokertoernooien (cashgames niet meegerekend). Hij draagt de bijnaam David 'The Dragon' Pham.

## Wapenfeiten
Pham vluchtte op zijn zeventiende per boot van Zuid-Vietnam naar de Verenigde Staten. Hij was een van de 46 overlevenden in het vaartuig, dat met 145 mensen vertrok. In Amerika ging Pham werken in de wasserij van zijn oom, Men Nguyen. Deze leerde hem pokeren.

### World Series of Poker
Eind 1992 begon Pham met het winnen van geldprijzen op verschillende pokertoernooien. Hij won in september 1998 zijn eerste titel in het $220 Bounty Hold'em-toernooi van het National Championship of Poker in Inglewood. De World Series of Poker (WSOP) van het jaar 2000 waren de eerste waarop Pham zich naar een geldprijs speelde. Hij werd vierde in het  $2.000 No Limit Hold'em-toernooi en acht dagen later achtste in het $3.000 No Limit Hold'em-toernooi.
Het bleek het begin van een reeks die op de World Series of Poker 2009 leidde naar Phams 25e (en 26e) WSOP-cash. Daarbij pakte hij op zowel de editie van 2001 als die van 2006 een titel. Ook werd hij vierde in het $1.000 No Limit Hold'em-toernooi van de World Series of Poker 2005 (gewonnen door Maciek Gracz) en eveneens in het $3.000 Limit Hold'em-toernooi van de World Series of Poker 2007 (gewonnen door Alex Borteh).

### World Poker Tour
Het $10.000 No Limit Hold'em Championship van de L.A. Poker Classic was in februari 2003 het eerste toernooi van de World Poker Tour, waarop Pham zich in het prijzengeld speelde. Zijn vierde plaats was goed voor $80.080,-. Hij miste in augustus 2007 op een haar de kans om zijn eerste WPT-titel binnen te slepen op het $9.500 No Limit Hold'em - Championship Event van Legends of Poker in Los Angeles. Pham eindigde als tweede achter Dan Harrington, maar kreeg niettemin $800.185,- mee en daarmee zijn hoogste geldprijs ooit. Daarvoor werd hij ook onder meer twee keer derde op een WPT-toernooi.

### European Poker Tour
Het $7.800 PokerStars Caribbean Adventure in januari 2008 was het eerste toernooi van de European Poker Tour (EPT) waarop Pham tot de prijswinnaars behoorde. Hierop werd hij vierde, achter winnaar Bertrand Grospellier en de Amerikanen Hafiz Khan en Kristopher Kuykendall. Hij verdiende daarmee $600.000,-.

## Overige titels
Pham won meer dan 25 toernooien die niet tot de WSOP, WPT of EPT behoren. Hiertoe behoren onder meer:
- het $1.000 7-Card Stud Hi/Lo-toernooi van Legends of Poker 2002 in Los Angeles ($23.600,-)
- het $1.000 7 Card Stud-toernooi van Legends of Poker 2002 in Los Angeles ($19.800,-)
- het $1.500 Limit Hold'em Championship van de L.A. Poker Classic 2003 ($457.320,-)
- het $500 No Limit Hold'em-toernooi van het California State Poker Championship 2004 in Los Angeles ($83.405,-)
- het $1.500 No Limit Hold'em-toernooi van Festa al Lago II 2004 in Las Vegas ($145.667,-)
- het $1.000 No Limit Hold'em-toernooi van Festa al Lago II 2004 in Las Vegas ($131.990,-)
- het $3.000 No Limit Hold'em-toernooi van de Five-Diamond World Poker Classic 2004 in Las Vegas ($414.419,-)
- het $3.000 No Limit Hold'em-toernooi van de Third Annual Five-Star World Poker Classic 2005 in Las Vegas ($270.165,-)
- het $1.000 No Limit Hold'em-toernooi van de Bellagio Cup II 2006 in Las Vegas ($82.545,-)
- het $1.000 No Limit Hold'em-toernooi van Winnin' o' the Green 2007 in Los Angeles ($62.400,-)
- het $5.000 Heads Up Event van de Mirage Poker Showdown 2007 in Las Vegas ($135.200,-)
- het $2.500 No Limit Hold'em-toernooi van de Doyle Brunson Five Diamond World Poker Classic 2007 in Las Vegas ($279.845,-)

## WSOP
| Jaar                       | Toernooi                         | Prijs      |
| -------------------------- | -------------------------------- | ---------- |
| World Series of Poker 2001 | $2.000 S.H.O.E.                  | $140.455,- |
| World Series of Poker 2006 | $2.000 No Limit Hold'em Shootout | $240.222,- |
| World Series of Poker 2017 | $1.500 No Limit Hold'em          | $391.960,- |